# Fédération des Entreprises Romandes Genève
La Fédération des Entreprises Romandes Genève, anche conosciuta come FER Genève, è un'organizzazione svizzera che rappresenta le imprese ginevrine. Raggruppa circa 28 000 membri, inclusi 9000 che lavorano in proprio, e 80 associazioni professionali. La FER Genève è attiva nel partenariato sociale, la fornitura di servizi a i suoi membri, il dialogo con le autorità e la fornitura di opportunità di networking per i suoi membri.
La FER Genève gestisce due istituzioni sociali : la CIAM-AVS (attiva nel 1° pilastro del sistema pensionistico svizzero) e la CIEPP (attiva nel 2° pilastro).
Pubblica anche un quindicinale, Entreprise romande, fondato nel 1933.